# Ulises y las sirenas (cuadro de Herbert James Draper)
Ulises y las sirenas es un cuadro del pintor victoriano Herbert James Draper pintado en 1909. Como gran parte de la obra de Draper, el cuadro es de tema mitológico. En concreto, se basa en el mito de Ulises, tal como lo describe el canto XII de la Odisea. El tema de los seres mitológicos como las ninfas y las tentaciones se convertiría en una obsesión en la obra de Draper.
Advertido por la diosa Circe de lo peligroso que era el canto de las Sirenas, Ulises ordenó tapar con cera los oídos de sus remeros y se hizo atar al mástil del navío. Si por el hechizo musical pedía que lo liberasen, debían apretar todavía más fuerte sus ataduras. Gracias a esta estratagema Ulises fue el único ser humano que oyó el canto y sobrevivió a las sirenas, que devoraban a los infaustos que se dejaban seducir. Estas criaturas monstruosas se precipitaron al abismo al verse vencidas.
El mito de Ulises fue fuente de inspiración para múltiples obras de arte, como el cuadro Ulises burlando a Polifemo de Joseph Mallord William Turner o Ulises y las sirenas, obra de John William Waterhouse.